# ブレンダン・ロジャーズ
ブレンダン・ロジャーズ（Brendan Rodgers、1973年1月26日 - ）は、北アイルランド・カーンロウ出身の元サッカー選手、現サッカー指導者。現役時代のポジションはディフェンダー。2023-24シーズンより、セルティックFC（スコティッシュ・プレミアシップ）の監督を務める｡

## 経歴

### 少年時代
5人兄弟の長男として北アイルランドのカーンロウに生まれた。バリーメナにあるセント・パトリック・カレッジで学び、13歳でサッカーを始めるまではカーンロウのチームでゲーリックフットボールやハーリングなどをプレーした。スコットランドのセルティックFCのサポーターであった。

### 選手経歴
北アイルランドのバリーメナ・ユナイテッドFCでディフェンダーとして選手キャリアをスタートさせ、トップチームでの3年間でリーグ戦12試合に出場した。18歳の時にイングランドのレディングFCと契約し、リザーブチームでプレーしたが、遺伝的な膝関節症のために20歳で選手生活に終止符を打った。

### 指導者経歴

#### ワトフォード
レディングとチェルシーFCのリザーブチームで監督を務めた後、2008年11月24日、フットボールリーグ・チャンピオンシップのワトフォードFCのトップチーム監督に就任した。ワトフォードはリーグ戦最初の10試合で2勝しか挙げられず、2009年1月にはフットボールリーグ1降格圏内に位置していたが、チーム状態は劇的に改善し、順位表中位の13位に導くことができた。

#### レディング
2009年5月12日にレディングのスティーヴ・コッペル監督が辞任すると、すぐに後任監督の有力候補としてロジャーズの名前が浮上したが、ワトフォード退任話を遠ざけて「ワトフォードでの仕事に完全に集中している」と発言し、これら他クラブからの引き抜き話が誠実さに疑問符を付けるとした。しかし2009年6月5日、レディングと契約を交わして監督に就任した。就任当初の年俸は50万ポンドであり、100万ポンドまで上昇する。ワトフォードのサポーター集団は彼らにとってのロジャーズの信頼が「著しく損なわれた」としたが、「昨シーズンの快進撃と未来への希望をありがとう、ロジャーズ」とも述べた。 8月11日、フットボールリーグカップ1回戦でフットボールリーグ2（4部相当）のバートン・アルビオンFCと対戦し、レディングの監督としての初勝利を挙げた。シーズン序盤は好調だったが、その後は失望の結果が続き、12月16日に双方合意の上でクラブとの契約を解除した。

#### スウォンジー・シティ

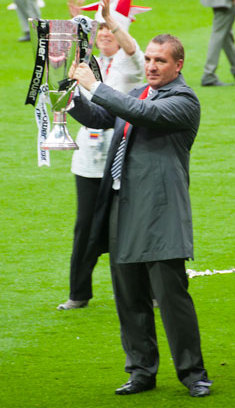
スウォンジー監督時代（2011年）

2010年7月16日、フットボールリーグ・チャンピオンシップ（2部相当）のスウォンジー・シティAFC監督に就任した。勝利を重ねる順調な滑り出しを見せ、6試合で5勝を挙げた2011年2月（うち4試合はクリーンシート）には月間最優秀監督賞を受賞した。4月25日にリバティ・スタジアムで行われたイプスウィッチ・タウンFC戦は4-1で圧倒し、昇格プレーオフ出場権を確定させた。プレーオフ準決勝ではノッティンガム・フォレストFC戦に勝利し、古巣レディングとの決勝に駒を進めた。5月30日、ウェンブリーで行われた決勝ではスコット・シンクレアのハットトリックなどで4-3と勝利し、ウェールズのクラブとして初のプレミアリーグ昇格を決めた。
2011年9月17日、リバティ・スタジアムで行われたウェストブロムウィッチ・アルビオンFC戦(3-0)でプレミアリーグ初勝利を挙げた。降格の有力候補というシーズン前の予想に反して堂々としたシーズンを送り、リヴァプールFC戦、ニューカッスル・ユナイテッドFC戦、トッテナム・ホットスパーFC戦、チェルシーFC戦などで勝ち点を獲得して、常にプレミアリーグ残留圏内を維持し続けた。
2012年1月のアストン・ヴィラFC戦で2011-12シーズンのアウェー戦初勝利を飾ると、同月のアーセナルFC戦はホームで3-2と勝利し、さらにアウェーのチェルシー戦でも1-1で勝ち点を持ち帰った。この結果、プレミアリーグの月間最優秀監督賞を初受賞した。2月にはクラブと新たに3年半の契約を交わし、契約期間を2015年7月までとした。2月4日のWBA戦では先制されてから4分で逆転に成功し、年明け後の好調を維持した。3月11日のマンチェスター・シティFC戦(1-0)ではリーグ最多得点クラブ相手にクリーンシートでの勝利を挙げ、マンチェスター・Cをリーグ首位から引きずり下ろした。スウォンジー・Cは最終的に11位でプレミアリーグ昇格初年度を終えた。ショートパス主体のポゼッションサッカーを追求したロジャーズのサッカーは高く評価された。

#### リヴァプール

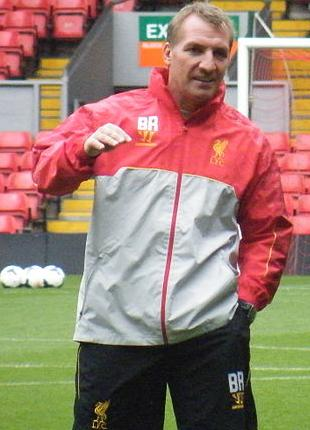
リヴァプール監督時代（2013年）

2012年6月1日、2週間前に退任したケニー・ダルグリッシュ監督の後任としてリヴァプールFC監督に就任することが明らかとなった。同日に行われた就任記者会見では、同クラブのジョン・ヘンリーオーナーが「ブレンダン・ロジャーズのリヴァプール監督就任は、ピッチ内外でサポーターが興奮できるようなクラブを築くためのもっとも重要なステップのひとつである」と述べた。かつてロジャーズがアシスタントコーチを務めたジョゼ・モウリーニョも、「アイディアを持ち合わせており、意見の交換や共有に積極的な指導者だった」と語ってロジャーズのリヴァプール監督就任を喜んだ。
2013-14シーズンには、終盤のマンチェスター・シティ戦の勝利を含めた怒涛の11連勝により自力優勝の可能性が出たところで、36節にチェルシーとの大一番を迎えた。モウリーニョとの師弟対決となった一戦だったが、前半終了間際にスティーヴン・ジェラードが足を滑らせたところをデンバ・バにかっさらわれ先制を許す。後半途中からは古巣対戦となるダニエル・スタリッジを投入して攻勢に出たものの、前掛かりになりすぎたところをこちらも古巣対戦のフェルナンド・トーレスとウィリアンに突かれ万事休す。再びシティに首位の座を譲ってしまい、コップの念願であるプレミア初制覇を惜しくも達成することができなかった。しかし、2009-2010シーズン以来のUEFAチャンピオンズリーグの出場権を手にした。
2015-16シーズンは、8試合を終えた時点で3勝3敗2分の10位と苦戦。10月4日に行われたプレミアリーグ第8節エヴァートンとのマージーサイド・ダービーを引き分けで終えた約3時間後に、リヴァプールから解任された事が発表された。

#### セルティック（第1期）

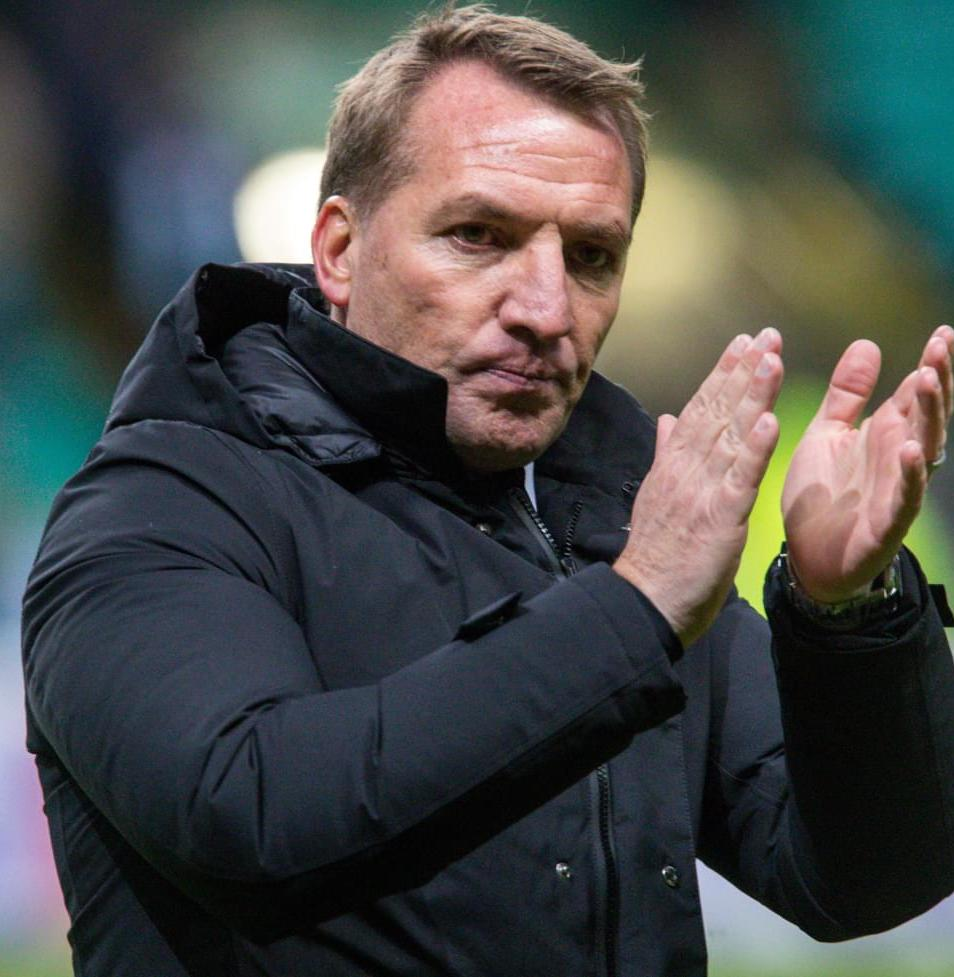
セルティック監督時代（2018年）

2016年5月23日、セルティックFCの監督に就任した。
2016-17、2017-18シーズンにて、リーグ戦を含む国内3冠を2年連続達成。プレミアリーグに復帰するため、2018-19シーズン途中の2019年2月に退任。

#### レスター・シティ
セルティックとの契約を解除し、2019年2月26日、解任されたクロード・ピュエル監督に代わり、レスター・シティFCの監督に就任した。開幕から好調を維持し、チャンピオンズリーグ出場圏内に長い間留まっていたが、新型コロナウイルスの影響での中断を経ての再開後は調子を落とし、最終節で出場権を争うマンチェスター・ユナイテッドFCとの直接対決で敗れ、出場権を逃し、UEFAヨーロッパリーグの出場権を得るに留まった。
2020-21シーズン、FAカップでは決勝でチェルシーを破り、クラブ史上初の同大会優勝をもたらした。
2023年4月、チームが降格危機に直面するなど成績不振により解任。

#### セルティック（第2期）
2023-24シーズンより、昨シーズン限りで退任したアンジェ・ポステコグルーの後任の監督として4年ぶりに復帰。

## 人物
既婚者であり、娘と息子をひとりずつ授かっている。1993年、ブレンダンの20歳の誕生日に長男のアントン・ロジャーズが生まれた。彼はレディングFCの下部組織やチェルシーFC（奨学生、2009年から2011年）の下部組織などに在籍し、さらにブライトン・アンド・ホーヴ・アルビオンFCなどでもプレーしている。娘はスペイン語を話せ、イタリア語を学んでいる。
2010年には母親を亡くし、2011年9月10日には癌のために父親を亡くしている。2011年6月、ロジャーズはMarie Curie Cancer Careという慈善組織が行った、慈善目的でキリマンジャロに登頂するフットボールリーグのチームに加わった。このイベントにはワトフォードFCの監督などを務めたアイディ・ブースロイドなども参加した。バック・ロジャーズ(Buck Rodgers)という雑誌キャラクターに名前が似ており、バック・ロジャーズというニックネームがある。

## 指導者成績
2019年2月26日現在
| クラブ                  | 就任           | 退任           | 記録 | 記録 | 記録 | 記録 | 記録 | 記録 | 記録 | 記録   |
| クラブ                  | 就任           | 退任           | 試   | 勝   | 分   | 敗   | 得   | 失   | 差   | 勝率   |
| ----------------------- | -------------- | -------------- | ---- | ---- | ---- | ---- | ---- | ---- | ---- | ------ |
| ワトフォードFC          | 2008年11月24日 | 2009年6月5日   | 31   | 13   | 6    | 12   | 46   | 47   | −1   | 041.94 |
| レディングFC            | 2009年6月5日   | 2009年12月16日 | 23   | 6    | 6    | 11   | 29   | 36   | −7   | 026.09 |
| スウォンジー・シティAFC | 2010年7月16日  | 2012年6月1日   | 96   | 43   | 20   | 33   | 140  | 109  | +31  | 044.79 |
| リヴァプールFC          | 2012年6月1日   | 2015年10月4日  | 166  | 83   | 41   | 42   | 293  | 200  | +93  | 050.00 |
| セルティックFC          | 2016年5月20日  | 2019年2月26日  | 169  | 118  | 25   | 26   | 377  | 136  | +241 | 069.82 |
| レスター・シティFC      | 2019年2月26日  |                | 0    | 0    | 0    | 0    | 0    | 0    | +0   | —      |
| 合計                    | 合計           | 合計           | 485  | 263  | 98   | 124  | 885  | 528  | +357 | 054.23 |

## タイトル

### 指導者時代

#### クラブ
スウォンジー・シティAFC
- フットボールリーグ・チャンピオンシップ昇格プレーオフ (1): 2010–11

セルティックFC
- スコティッシュ・プレミアシップ：2回（2016-17、2017-18）
- スコティッシュカップ：2回（2016-17、2017-18）
- スコティッシュリーグカップ：3回（2016-17、2017-18、2018-19）

レスター・シティFC
- FAカップ:1回 (2020-21)
- FAコミュニティ・シールド：1回（2021年)

#### 個人
- LMA年間最優秀監督賞：2013-14
- プレミアリーグ月間最優秀監督：3回（2012年1月[37]、2013年8月、2014年3月）
- フットボールリーグ・チャンピオンシップ月間最優秀監督賞：2011年2月
- スコットランド・プロサッカー選手協会 年間最優秀監督賞：2016-17
- スコットランド・サッカー記者協会 年間最優秀監督賞：2016-17
- スコティッシュ・プレミアシップ 年間最優秀監督賞：2016-17
- スコティッシュ・プレミアシップ月間最優秀監督：5回（2016年8月・10月・12月、2017年4月・9月）